# Werner Porsch
Werner Porsch (* 25. Februar 1915 in Speichersdorf; † 25. Februar 2004) war ein deutscher Politiker (FDP).

## Leben und Beruf
Nach dem Abitur 1934 arbeitete Porsch zunächst als Rundfunkangestellter. Anschließend studierte er Germanistik. Er wurde zur Wehrmacht eingezogen, war HJ-Führer und nahm als Soldat am Zweiten Weltkrieg teil. Bei Kriegsende geriet er in Gefangenschaft, aus der er 1946 entlassen wurde. Nach dem Kriegsende absolvierte er eine Schreinerlehre, die er mit der Gesellenprüfung abschloss. Er bestand später die Meisterprüfung und war seit 1950 als selbständiger Schreinermeister in Speichersdorf tätig. Außerdem war er von 1965 bis 1968 Obermeister der Schreinerinnung.

## Partei
Porsch trat am 1. Januar 1957 in die FDP ein. Er war von 1960 bis 1972 Vorsitzender des FDP-Bezirkes Oberpfalz, von 1972 bis 1976 Vorsitzender des FDP-Bezirkes Oberfranken und von 1972 bis 1974 Vorsitzender des FDP-Kreisverbandes Bayreuth. Von 1960 bis 1979 gehörte er dem Landesvorstand der FDP Bayern an. 1978 wurde er zum Ehrenvorsitzenden des FDP-Bezirkes Oberpfalz ernannt.

## Abgeordneter
Porsch war von 1952 bis 1960 Gemeinderat der Gemeinde Speichersdorf, von 1956 bis 1972 Kreisrat des Kreises Kemnath und seit 1972 Kreistagsmitglied des Kreises Bayreuth. Dem Deutschen Bundestag gehörte er vom 27. Juli 1967, als er für den verstorbenen Abgeordneten Thomas Dehler nachrückte, bis 1969 an. Er war über die Landesliste Bayern ins Parlament eingezogen.

## Öffentliche Ämter
Porsch amtierte von 1952 bis 1960 als stellvertretender Bürgermeister und von 1969 bis 1978 als Bürgermeister der Gemeinde Speichersdorf. Von 1966 bis 1972 war er stellvertretender Landrat des Kreises Kemnath.

## Ehrungen
- Ehrenbürgerschaft der Gemeinde Speichersdorf, 1980
- Werner-Porsch-Volksschule in Speichersdorf